# امیلی مارتین
امیلی مارتین (انگلیسی: Emilie Martin; ۳۰ دسامبر ۱۸۶۹ – ۸ فوریهٔ ۱۹۳۶) دانشمند در زمینهٔ ریاضیات اهل ایالات متحده آمریکا بود.